# General Aviation XFA
General Aviation XFA là một loại máy bay tiêm kích hai tầng cánh của Hoa Kỳ, do hãng General Aviation Company chế tạo cho Hải quân Hoa Kỳ.

## Tính năng kỹ chiến thuật
Dữ liệu lấy từ Angelucci, 1987. các trang 203-204.
Đặc điểm tổng quát
- Kíp lái: 1
- Chiều dài: 22 ft 2 in (6.75 m)
- Sải cánh: 25 ft 6 in (7,77 m)
- Chiều cao: 9 ft 3 in (2.81 m)
- Diện tích cánh: 175 ft2 (16.25 m2)
- Trọng lượng rỗng: 1.837 lb (833 kg)
- Trọng lượng có tải: 2.508 lb (1.138 kg)
- Động cơ: 1 × Pratt & Whitney R-1340-C, 450 hp ( kW) mỗi chiếc

Hiệu suất bay
- Vận tốc cực đại: 170 mph (274 km/h)
- Tầm bay: 518 dặm (834 km)
- Trần bay: 20.200 ft (6.157 m)
- Vận tốc lên cao: 1470 ft/min (7,47 m/s)

Vũ khí trang bị
- 2 × súng máy ,30 in (7,62 mm)